# NTTデータCCS
株式会社エヌ・ティ・ティデータCCS（NTTデータCCS、英:NTTDATA CCS Corporation）とは、東京都品川区に本社を置くシステムインテグレーター。NTTデータの子会社であり、ENEOSホールディングスの持分法適用会社（元子会社）。
1970年（昭和45年）に日本鉱業（日鉱共石→ジャパンエナジーを経て、現・ENEOS、日鉱金属→JX日鉱日石金属を経て、現・JX金属）の情報システム部門が独立して設立された。当時のセントラルコンピューターサービスは、大手のコンピューター会社と互角にわたりあい、三菱重工や新日鉄にもソフトを売って年間売上高10億円をたたきだしていた。